# Червоновуха черепаха нікарагуанська
Червоновуха черепаха нікарагуанська (Trachemys emolli) — вид прісноводних черепах роду Червоновуха черепаха (Trachemys), що зустрічається у Нікарагуа і Коста-Риці. Раніше вважався підвидом Trachemys scripta.

## Поширення
Червоновуха черепаха нікарагуанська розповсюджена у Нікарагуа та Коста-Риці. Населяє озера Нікарагуа, Манагуа та інші місцеві прісноводні водойми.

## Опис

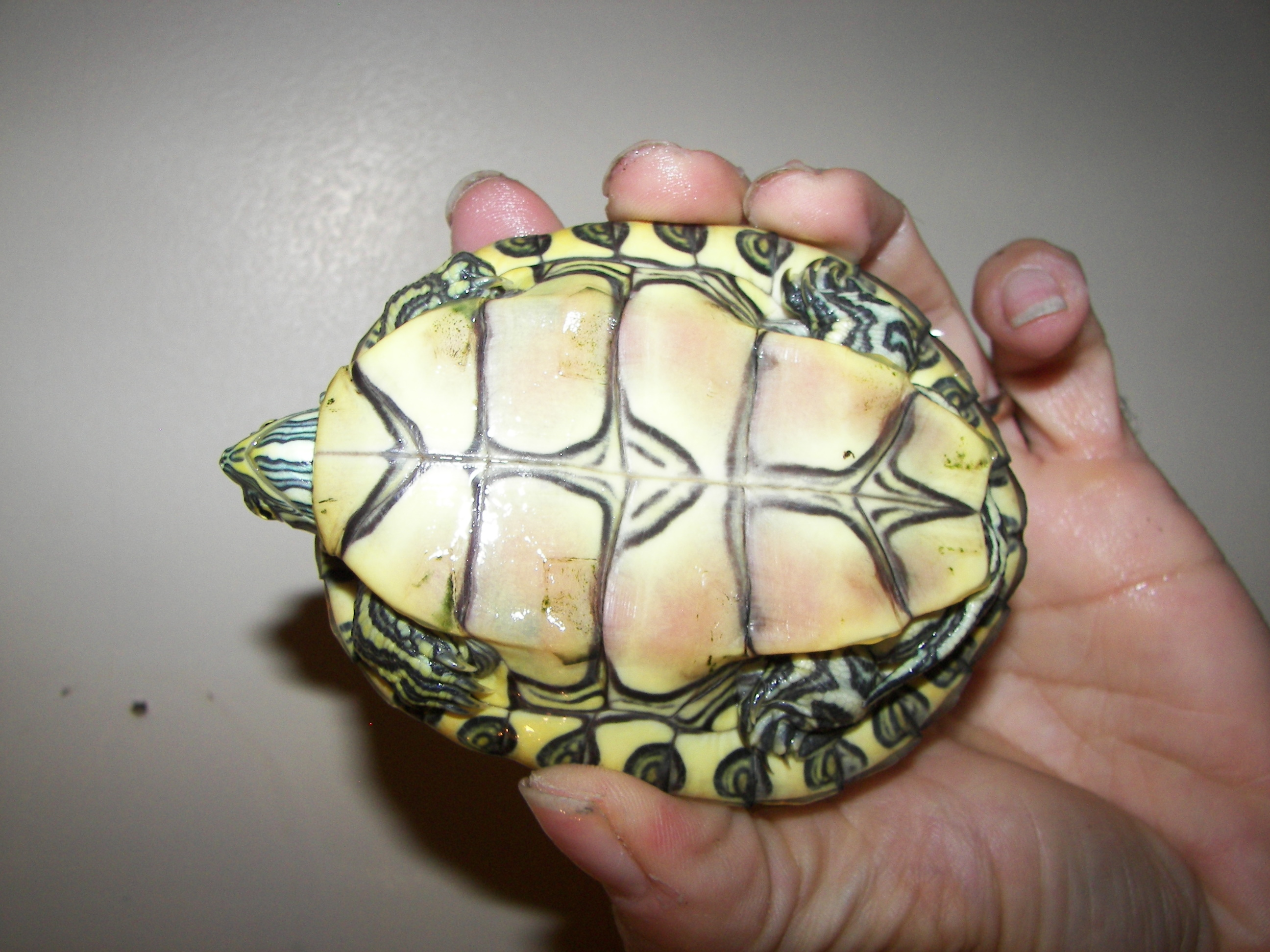
Пластрон Trachemys emolli

Забарвлення карапаксу коричневе, пластрон маслиново-зеленого кольору. В задній частині голови знаходиться дві жовті плями. Довжина тіла сягає 25-30 см, максимальна- 38 см..

## Живлення
Ці черепахи живляться ракоподібними, рибою, комахами та їхніми личинками.